# Người Nhật Bản ở Sri Lanka
Người Nhật ở Sri Lanka là những người có tổ tiên là người Nhật Bản sống ở Sri Lanka.

## Nhân khẩu học
Tính đến tháng 8 năm 2005, có khoảng 778 người Nhật ở Sri Lanka. Tính đến tháng 10 năm 2017, có khoảng 767 người Nhật ở đất nước này.